# Nogometna liga Zajednice općina Varaždin 1986./87.
 Nogometna liga Zajednice općina Varaždin  za sezonu 1986./87. je predstavljala ligu petog stupnja nogometnog prvenstva Jugoslavije. 
 Sudjelovalo je 14 klubova, a prvak je bila "Ivančica" iz Ivanca.

## Ljestvica
| mj. | klub                          | ut. | pob. | ner. | por. | gol+ | gol- | bod |
| --- | ----------------------------- | --- | ---- | ---- | ---- | ---- | ---- | --- |
| 1.  | Ivančica Ivanec               | 26  | 19   | 6    | 2    | 83   | 27   | 42  |
| 2.  | Podravina Ludbreg             | 26  | 15   | 8    | 3    | 64   | 32   | 38  |
| 3.  | Nedeljanec                    | 26  | 16   | 4    | 6    | 65   | 40   | 36  |
| 4.  | Hraščica                      | 26  | 17   | 2    | 7    | 50   | 34   | 36  |
| 5.  | Mladost Sigetec               | 26  | 13   | 8    | 5    | 64   | 27   | 34  |
| 6.  | Orač Petrijanec               | 26  | 8    | 12   | 6    | 40   | 40   | 28  |
| 7.  | Metalac Ladanje               | 26  | 10   | 6    | 10   | 40   | 58   | 26  |
| 8.  | Drava Sveti Đurđ              | 26  | 9    | 6    | 11   | 33   | 42   | 24  |
| 9.  | Zelengaj Kućan Donji          | 26  | 9    | 6    | 11   | 26   | 39   | 24  |
| 10. | Mladost Sveti Petar           | 26  | 6    | 6    | 14   | 51   | 65   | 18  |
| 11. | Bednja Beletinec              | 26  | 6    | 6    | 14   | 46   | 60   | 18  |
| 12. | Mladost Varaždinske Toplice   | 26  | 7    | 4    | 15   | 25   | 44   | 18  |
| 13. | Mladost (Varaždin – Biškupec) | 26  | 6    | 5    | 15   | 38   | 56   | 17  |
| 14. | Proleter Lepoglava            | 26  | 1    | 3    | 22   | 21   | 80   | 5   |

- Ladanje danas podijeljeno na Donje Ladanje i Gornje Ladanje. "Metalac" (danas "Rudar 47") je iz Donjeg Ladanja

## Rezultatska križaljka
| kratica | klub                          | BED | DRA | HRA | IVA | MET | MLASI | MLASP | MAVB | MLAVT | NED | ORAČ | POD | PRO | ZEL |
| --- | ----------------------------- | --- | --- | --- | --- | --- | ----- | ----- | ---- | ----- | --- | ---- | --- | --- | --- |
| BED | Bednja Beletinec              |     |     |     |     |     |       |       |      |       |     |      |     |     |     |
| DRA | Drava Sveti Đurđ              |     |     |     |     |     |       |       |      |       |     |      |     |     |     |
| HRA | Hraščica                      |     |     |     |     |     |       |       |      |       |     |      |     |     |     |
| IVA | Ivančica Ivanec               |     |     |     |     |     |       |       |      |       |     |      |     |     |     |
| MET | Metalac Ladanje               |     |     |     |     |     |       |       |      |       |     |      |     |     |     |
| MLASI | Mladost Sigetec               |     |     |     |     |     |       |       |      |       |     |      |     |     |     |
| MLASP | Mladost Sveti Petar           |     |     |     |     |     |       |       |      |       |     |      |     |     |     |
| MLAVB | Mladost (Varaždin – Biškupec) |     |     |     |     |     |       |       |      |       |     |      |     |     |     |
| MLAVT | Mladost Varaždinske Toplice   |     |     |     |     |     |       |       |      |       |     |      |     |     |     |
| NED | Nedeljanec                    |     |     |     |     |     |       |       |      |       |     |      |     |     |     |
| ORAČ | Orač Petrijanec               |     |     |     |     |     |       |       |      |       |     |      |     |     |     |
| POD | Podravina Ludbreg             |     |     |     |     |     |       |       |      |       |     |      |     |     |     |
| PRO | Proleter Lepoglava            |     |     |     |     |     |       |       |      |       |     |      |     |     |     |
| ZEL | Zelengaj Kućan Donji          |     |     |     |     |     |       |       |      |       |     |      |     |     |     |
| |                               |     |     |     |     |     |       |       |      |       |     |      |     |     |     |
| podebljan rezultat - utakmice od 1. do 13. kola (1. utakmica između klubova) rezultat normalne debljine - utakmice od 14. do 26. kola (2. utakmica između klubova) rezultat nakošen - nije vidljiv redoslijed odigravanja međusobnih utakmica iz dostupnih izvora rezultat smanjen * - iz dostupnih izvora nije uočljiv domaćin susreta prekrižen rezultat - poništena ili brisana utakmica p - utakmica prekinuta 3:0 p.f. / 0:3 p.f. - rezultat 3:0 bez borbe |                               |     |     |     |     |     |       |       |      |       |     |      |     |     |     |

 Izvori:

## Unutarnje poveznice
- Regionalna liga Varaždin 1986./87.
- Općinska A liga Ludbreg 1986./87.